# Республика Корея во Вьетнамской войне
Республика Корея под управлением Пак Чон Хи принимало активное участие в войне во Вьетнаме. Решение Южной Кореи присоединиться было вызвано различными глубинными причинами, включая развитие отношений между Соединённымих Штатами Америки и Южной Кореей, политические обстоятельства и обещание экономической помощи от Соединённых Штатов. В условиях военного альянса южнокорейская экономика процветала, получая десятки миллиардов долларов в виде грантов, займов, субсидий, передачи технологий и льготного экономического режима. С сентября 1964 года по март 1973 года Южная Корея отправила около 350 000 солдат в Южный Вьетнам. Южнокорейская армия, корпус морской пехоты, военно-морской флот и военно-воздушные силы участвовали в качестве союзника Соединённых Штатов. Численность войск из Южной Кореи была намного больше, чем из Австралии и Новой Зеландии, и уступала только вооружённым силам США по численности иностранных войск, находящихся в Южном Вьетнаме. Военным командующим был генерал-лейтенант Чхэ Мён Син из южнокорейской армии. Участие корейских войск в войне включало как небоевые, так и боевые функции.

## Причины
В 1954 году Ли Сын Ман изначально предложил отправить войска в Южный Вьетнам, так как он был обеспокоен передислокацией американских войск из Кореи во Вьетнам, что уменьшило бы уровень защиты от Северной Кореи, постоянной угрозы безопасности. С учётом военного присутствия Южной Кореи во Вьетнаме Ли Сын Ман предположил, что он может потребовать взамен большего военного присутствия США в Южной Корее.
Когда Пак Чон Хи стал президентом Южной Кореи, увидев стратегические выгоды, которые включали модернизацию войск, экономическую помощь, внутреннюю помощь и другие потенциальные выгоды, он продолжил политику Ли Сын Мана и увидел во Вьетнамской войне возможность для дальнейшего укрепления союза с Соединёнными Штатами. Из всех стран, которые согласились отправить войска во Вьетнам, Южная Корея была самой бедной. Пак Чон Хи видел в участии Южной Кореи в войне способ получения американской валюты, которая использовалась для запуска промышленного развития страны. Южная Корея также увидела, как американская экономическая мощь помогла Японии в её экономическом восстановлении во время разрушительной Корейской войны, и увидела ту же возможность для развития Южной Кореи во время Вьетнамской войны.
Президент Линдон Джонсон 1 мая 1964 года сделал официальный запрос Южной Корее об отправке южнокорейских войск во Вьетнам в качестве некомбатантов. Президент Дуайт Эйзенхауэр отклонил предыдущие предложения, потому что американское общественное мнение не поддержало бы американское военное присутствие в Южной Корее, если бы южнокорейские войска воевали во Вьетнаме. Президент Джон Кеннеди отклонил предыдущие предложения, потому что надеялся, что ситуация во Вьетнаме не ухудшится до такой степени, что понадобятся южнокорейские войска. Президент Джонсон, напротив, был разочарован отсутствием международной поддержки войны и отчаянно нуждался в иностранных войсках. Администрация Джонсона запросила иностранные наёмные войска, и Южная Корея ответила и быстро отправила первое развертывание южнокорейских войск в 1964 году.

## Роль в войне
Первые корейские подразделения прибыли в феврале 1965 года в составе бригадной группы, известной как «Dove Force». В их состав входили инженеры, медицинское подразделение, военная полиция, военно-морской ТДК, сотрудники связи и другой вспомогательный персонал. «Dove Force» был развёрнут в регионе Бьенхоа в Южном Вьетнаме и помогал строить школы, дороги и мосты. Сообщается, что медицинские бригады оказали помощь более 30 000 южновьетнамских гражданских лиц. Сообщается, что гражданские операции в начале южной части кампании имели определённый успех.:122–4 В дополнение к боевым и небоевым силам Южная Корея отправила в Южный Вьетнам около 100 000 гражданских рабочих, занятых на технических и гражданских задачах.
В 1966 году корейские боевые силы были развернуты в долине Туихоа и взяли на себя операции по обеспечению безопасности, где были некоторые положительные оценки оперативных возможностей Республики Кореи. Утверждается, что соотношение потерь составило 24 к 1 во время одной операции в 1966 году.
В начале тетского наступления они были переведены в район провинций Дананг и Куангнам.
В отчётах Госдепартамента говорится, что, хотя они считались эффективными в бою в первые годы, позже они отошли на побережье и неохотно проводили наступательные операции. Пассивная роль не ограничивалась только корейцами; другие армии, включая силы АНЗАК и США, также были вынуждены вести минимальные боевые действия после тетского наступления. Частично причиной этого было объявление США о выводе войск после политических неудач, выявленных в ходе тетского наступления, из-за чего корейские военные потеряли мотивацию; оценка корейских военных получила благоприятные отзывы в начале и была пассивной во второй половине. Процесс вывода войск негативно повлиял на корейско-американские отношения, несмотря на полученные экономические выгоды,:77–106 при этом Никсон и министр обороны Мелвин Лэрд рассматривали возможность одновременного вывода войск из Кореи и Вьетнама.
В 1969 году южнокорейская армия составляла 9% иностранных войск, размещённых в Южном Вьетнаме (армия США 475 200 человек, армия Республики Корея 49 755 человек); к концу 1972 года они составляли 60,5% иностранных войск (армия США 24 200 человек, армия Республики Корея 37 438 человек). Активы морской авиации США, которые поддерживали 2-ю бригаду морской пехоты, полностью вывели в мае 1971 года, в то время как боевая роль корейских войск продолжалась. По мере того, как вьетнамизация прогрессировала, США пришлось рассмотреть вопрос о сохранении вспомогательных подразделений в Южном Вьетнаме для поддержки двух южнокорейских дивизий.:99 Примерно во время битвы за перевал Анкхе южнокорейские силы имели более ограниченную поддержку с воздуха, но оставались там до 1973 года, когда все иностранные войска были выведены из-за Парижских мирных соглашений. США рассматривали возможность убедить южнокорейское правительство сохранить одну из дивизий в Южном Вьетнаме до 1974 года, учитывая медленный прогресс в развитии подразделений сухопутных войск Республики Вьетнам (ARVN) в этом районе.:99

## Оценка
Американские военные планировщики, как утверждается, в значительной степени опирались на южнокорейские силы, учитывая их способность выполнять миссии со значительным успехом. Корейцы часто превосходили другие союзные силы во Вьетнаме по убойности, организации и профессионализму. Другие командиры были более критичны и заявили, что «корейцы предъявляли чрезмерные требования к вертолётам и артиллерийской поддержке и что они слишком долго бездействовали после операции».
В качестве компонента объединённой службы MACV южнокорейские морские пехотинцы много взаимодействовали с американскими морскими пехотинцами. Хотя война во Вьетнаме стала первым военным действием на иностранной территории для южнокорейских морских пехотинцев с момента их формирования, они утверждали, что зарекомендовали себя как высококвалифицированные и способные воины. Все офицеры бригады «Blue Dragon» прошли обучение в Куантико, Виргиния или Сан-Диего, Калифорния, в Корпусе морской пехоты США. Во время войны во Вьетнаме южнокорейские морские пехотинцы не имели собственных авиационных средств, а американские морские пехотинцы ANGLICO, как правило, были внедрены в каждую южнокорейскую роту для координации огня, непосредственной авиационной поддержки, медицинской эвакуации и пополнения запасов.
В целом, оценки вооружённых сил Республики Корея сильно различаются с течением времени. Тактика южнокорейских вооружённых сил изменилась на оборонительную и пассивную, включая создание осадных баз, в отличие от агрессивной тактики до тетского наступления. Эта пассивность стала ещё хуже с тех пор, как 7-я дивизия США была выведена из Южной Кореи. Поскольку одной из причин участия были опасения вывода войск США из Южной Кореи, когда Соединённые Штаты планировали сократить численность американских войск на Корейском полуострове, общественное мнение и мнение правительства ухудшились, и они стали менее охотно участвовать. Другие данные США в целом положительно оценивают военную деятельность корейских военных.
Небоевые и гражданские операции поддержки в южных районах были хорошо приняты. Южнокорейские военные подчеркивали активную поддержку гражданских лиц. Во время войны во Вьетнаме южнокорейские военные предоставили 3 353 364 услуги общественного здравоохранения, 1 640 тонн продовольствия, 461 764 предмета одежды, 6 406 сельскохозяйственных инструментов и 3 319 мостов. Эта кампания по завоеванию сердец и умов получила положительные отзывы.
Южнокорейцы пытались поддержать кооперативных гражданских лиц вокруг базы, но гражданские лица в городе, где действовал Вьетконг, рассматривались корейцами как враги, а не как гражданские лица. Это было особенно заметно в северных районах, где Вьетконг был очень активен. В других случаях корейские военные и, в частности, инженерные, медицинские и строительные подразделения приложили немало усилий, чтобы помочь людям.

## Влияние на Южную Корею
В обмен на размещение южнокорейских войск во Вьетнаме США оплатили финансовые расходы, связанные с размещением южнокорейских войск во Вьетнаме; пообещали не выводить американские войска из Южной Кореи без предварительной консультации с южнокорейским правительством; способствовал модернизации южнокорейской армии; предоставили существенную военную помощь Южной Корее; и предоставили экономическую помощь Южной Корее, включая кредит на развитие в размере 150 миллионов долларов. Средняя зарплата корейских военнослужащих во Вьетнаме составляла 37,50 долларов в месяц, что выше базовой зарплаты в размере 1,60 долларов в месяц на родине, хотя большую её часть забирало южнокорейское правительство. За девятилетний период обязательств Южной Кореи по отправке войск во Вьетнам 40% от общего объёма экспортных поступлений страны в этот период поступили из денег, выплачиваемых военнослужащим, что в среднем составляло 200 миллионов долларов в год. Экономическая помощь, которую Южная Корея получила от США, использовалась для финансирования усилий Южной Кореи по индустриализации. Для некоторых крупнейших конгломератов Южной Кореи их последующий успех и рост можно объяснить прибыльными деловыми контрактами, которые им предоставили американские военные. Общая стоимость оплаты корейского участия для Соединённых Штатов была «мелочью по сравнению с тем, что было бы для сопоставимого числа американцев», но эти платежи, по оценкам, составили 4 процента от ВНП в 1967 году и в общей сложности более одного миллиарда долларов. В условиях военного союза южнокорейская экономика процветала, получая десятки миллиардов долларов в виде грантов, займов, субсидий, передачи технологий и льготного экономического режима от Америки.
Некоторые корейские солдаты считали себя отплатой за жертвы, принесенные американцами во время Корейской войны. Другие видели в этом экономическую возможность для получения боевой оплаты и пошли на службу, чтобы содержать свои семьи.
Военный союз между США и Южной Кореей стабилизировал режим Пак Чон Хи, создав как краткосрочные, так и долгосрочные последствия для Южной Кореи. Экономический успех Южной Кореи сдержал призыв и угрозу коммунизма внутри страны, способствуя стабильности правления Пака. Пак воспользовался альянсом и использовал его для реализации авторитарной политики в Южной Корее. Он арестовал свою оппозицию, ввел военное положение и внес поправки в конституцию, чтобы позволить себе служить третий президентский срок, укрепляя власть своего режима. США терпели его недемократическую политику, чтобы обеспечить стабильность Южной Кореи.
Благодаря альянсам, которые США имели с Японией и Южной Кореей, США сыграли важную роль в нормализации отношений между Южной Кореей и Японией, что принесло Южной Корее долгосрочные экономические выгоды, получая финансовую поддержку от Японии и доступ к японской экономике.
Корейское правительство отказалось предоставить дополнительную компенсацию своим ветеранам войны, установив в Конституции «неповторяющееся вознаграждение». Корейские жертвы Agent Orange также не получили компенсацию от корейского правительства.
Есть утверждения о пропавших без вести военнопленных из Кореи. Всего было развернуто 320 000 солдат, но только восемь человек были официально признаны корейским правительством пропавшими без вести. Есть подозрения, что южнокорейское правительство намеренно игнорировало южнокорейских военнопленных, захваченных северовьетнамцами. Считалось, что некоторые из них были насильно отправлены в Северную Корею, и южнокорейское правительство пришло к выводу, что по крайней мере двое захваченных солдат были перемещены туда, будучи вынужденными выступать с речами на северокорейском радио.

## Военные преступления
Различные гражданские группы обвиняли южнокорейских военных в зверствах, в то время как Министерство обороны Кореи отрицало все подобные обвинения.
Корейские силы предположительно совершили резню в Биньтай, Биньан/Тайвинь, Биньхоа и Хами. Дальнейшие инциденты предположительно произошли в деревнях Анлинь и Виньсуан в провинции Фуйен.
В 1972 году говорящие на вьетнамском языке члены Комитета американских друзей на службе Дайан и Майкл Джонс изучили, где действовали корейские силы в провинциях Куангнгай и Куангнам, и заявили, что они совершили 45 резни, в том числе 13, в которых якобы было убито более 20 безоружных гражданских лиц. Подтверждено, что резня в Фонгни и Фонгнят произошла в этих двух провинциях. Отдельное исследование беженцев, проведённое сотрудником RAND Терри Рамбо, о котором сообщалось в статье New York Times 1970 года, провело интервью в начале-середине 1966 года в провинции Фуйен, которые подтвердили, что имели место широкомасштабные зверства. Они включали систематические массовые убийства и преднамеренную политику резни мирных жителей, при этом количество убийств достигало сотен.
Зверства корейских войск были освещены Эдвардом Херманом и Ноамом Хомским в книге Counter-Revolutionary Violence: Bloodbaths in Fact & Propaganda в главе «The 43+ My Lais of South Korean Mercenaries». — Они сообщили о тысячах обычных убийств в первую очередь пожилых людей, женщин и детей из числа мирных жителей, поскольку большинство мужчин в этих регионах были мобилизованы во Вьетконг или южновьетнамскую армию. Хомский выдвинул обвинения в том, что руководство США не препятствовало корейским зверствам, а наоборот, терпело их. Отдельное исследование беженцев, проведённое сотрудником RAND Терри Рамбо, о котором сообщалось в статье New York Times 1970 года, включало интервью в начале-середине 1966 года в провинции Фуйен, которые подтвердили, что широкомасштабные зверства имели место. Они включали систематические массовые убийства и преднамеренную политику истребления мирных жителей, при этом число убийств достигало сотен.
Associated Press (AP) в апреле 2000 года расследовало предполагаемую резню в Биньан и Тайвине и заявило, что «не смогло независимо подтвердить их [вьетнамских жертв] заявления» и «ещё 653 мирных жителя были предположительно убиты в том же году южнокорейскими войсками в соседних провинциях Куангнгай и Фуйен, согласно провинциальным и местным чиновникам, опрошенным AP во время поездки, на одобрение которой правительству потребовалось два месяца. Как это обычно бывает с иностранными репортерами, несколько правительственных эскортов сопровождали сотрудников AP. AP не смогло найти документы, которые бы подкрепили заявления чиновников». AP написало, что «ни Пентагон, ни Министерство обороны Южной Кореи не прокомментировали эти заявления и не предоставили независимого подтверждения». В статье Reuters от января 2000 года говорилось, что:

Три местных чиновника, включая одного, который сказал, что он выжил после предполагаемых убийств, подробно рассказали о событиях в Биньдине. Чиновники, отказавшиеся назвать свое имя, заявили, что в начале 1966 года корейские войска вошли в тогдашнюю коммуну Биньан, группу деревень в районе Тэй Сон, которые, по их мнению, были оплотом Вьетконга. Корейцы намеревались выбить противостоящие силы, но основную тяжесть их действий приняли на себя мирные жители, заявили чиновники. Чиновник из отдела истории Коммунистической партии Тэй Сон сказал, что атаки начались в начале 1966 года и достигли кульминации в резне 380 человек 26 февраля 1966 года в месте под названием Го Дай», и что «должностное лицо Народного комитета в районе Тэй Сон также подтвердило детали, заявив, что было убито 1200 человек. Правительственный чиновник в Ханое сказал, что центральные власти позже расследовали то, что произошло в Бинь Дине, и составили подробные отчеты, в которых указано, что за этот период было убито более 1000 человек, около 380 из них в Го Дай. Однако, когда министерство иностранных дел Вьетнама попросили прокомментировать и подтвердить предполагаемые убийства, оно заявило, что не хочет останавливаться на этом вопросе».
«Южнокорейские войска совершили преступления против вьетнамского народа. С гуманными и мирными традициями добрососедства политика Вьетнама заключается в том, чтобы закрыть прошлое...», — говорится в заявлении министерства в ответ на вопросы.
Оригинальный текст (англ.)Three local officials, including one who said he survived the alleged killings, spoke at length about the events in Binh Dinh. The officials, who declined to be identified, said that in early 1966, Korean troops entered what was then the Binh An commune, a collection of villages within Tay Son district that they believed was a Viet Cong stronghold. The Koreans were intent on flushing out opposing forces, but civilians bore the brunt of their actions, the officials said. An official at Tay Son's Communist Party history unit said the attacks began in early 1966 and culminated in a massacre of 380 people on Feb. 26, 1966, at a place called Go Dai" and that "a People's Committee official in Tay Son district also confirmed the details, saying 1,200 people were killed. A government official in Hanoi said central authorities had later investigated what happened at Binh Dinh and compiled detailed reports, which showed more than 1,000 people were killed during the period, about 380 of them at Go Dai. However, when asked for comment and to confirm the alleged killings, Vietnam's foreign ministry said it did not want to dwell on the matter."

"South Korean troops committed crimes against Vietnamese people. With humanitarian and peaceful neighbourly traditions, it is Vietnam's policy to close the past..." the ministry said in a statement in response to questions.

Когда корейские войска были развернуты в I корпусе в 1968 году, генерал морской пехоты США Ратвон М. Томпкинс заявил, что «всякий раз, когда корейские морские пехотинцы подвергались обстрелу или думали, что [по ним] стреляют из деревни... они отклонялись от своего марша, шли и полностью сравняли деревню с землей. Это было бы уроком для [вьетнамцев]». Генерал Роберт Э. Кашмэн-младший заявил несколько лет спустя, что «у нас была большая проблема с совершенными ими зверствами, которые я послал в Сайгон». предположительно, имея в виду бойню в Фонгни и Фонгнят.
Корейцы утверждали, что зверства, совершенные их войсками, были вызваны приказами Пак Чон Хи минимизировать потери с помощью таких методов, как захват заложников. Кроме того, жестокость южнокорейских мер была обусловлена тем, что многие офицеры прошли обучение в Японии и применяли те же доктрины во время Корейской войны.
Наказание за некоторые зверства имело место. Корейская армия отреагировала на случай генерала Со Кён Сока, награжденного за победу, но уличенного в избиении пленного, отменив его награду.
Зверства, о которых впервые сообщил в 1990-х годах Ку Су Джон, потрясли корейское общество. Эти сообщения появились как раз в то время, когда недавно демократизированная Южная Корея столкнулась с давлением со стороны гражданских групп, требующих признать массовые убийства южнокорейских мирных жителей вооружёными силами РК во время Корейской войны, такие как резня Лиги Бодо. Дополнительные свидетельства и обширные отчеты в южнокорейских СМИ появились от ветеранов войны во Вьетнаме из Южной Кореи и вызвали значительные дебаты и переоценку в Южной Корее её роли в конфликте. Корейские гражданские группы много обсуждали этот вопрос, и были высказаны призывы к проведению корейского расследования в соответствии с Комиссией по установлению истины и примирению в отношении массовых убийств, совершенных правительственными войсками во время Корейской войны, известной как Народный трибунал по военным преступлениям южнокорейских войск во время войны во Вьетнаме.
Южнокорейские гражданские группы создали на острове Чеджудо памятник, посвященный жертвам войны во Вьетнаме, на месте памяти жертв восстания на Чеджудо.

## Влияние на отношения Южной Кореи и Вьетнама
Вопрос о зверствах не был аспектом международных отношений между правительствами Кореи и Вьетнама как в период открытия отношений между странами, так и по сей день, в отличие от роли исторических вопросов, которые играли в корейско-японских отношениях. Большая часть этого вопроса вместо этого продвигается гражданскими группами в обеих странах. В апреле 2020 года выживший в резне в Фонгни вместе с Корейско-Вьетнамским фондом мира подал гражданский иск в суд Южной Кореи против корейского правительства, пытаясь созвать миссию по установлению фактов. Министерство обороны Кореи в своем ответе заявило, что его собственные записи не подтверждают обвинения в иске, и призвало к совместному расследованию корейскими и вьетнамскими правительствами. Выжившие в резне в Фонгни также ездили в Южную Корею, чтобы дать отчеты о событиях различным группам.
Были сделаны заявления с извинениями от президента Ким Дэ Чжуна и Мун Чжэ Ин, за исключением полного публичного извинения. Извинения за зверства стали политическим вопросом в южнокорейской политике, поскольку президент Мун Чжэ Ин планировал принести односторонние официальные извинения, но остановился из-за широкого противодействия видных консерваторов в Южной Корее. Недавний политический интерес Южной Кореи к официальным извинениям контекстуализируется в рамках продолжающейся торговой войны и дипломатических разногласий между Японией и Кореей из-за того, что южнокорейский суд потребовал компенсацию за принудительный труд от японской компании.
Проблема редко признается или обсуждается вьетнамским правительством или контролируемыми государством СМИ после нормализации отношений, хотя в редком заявлении вьетнамское правительство выступило против «увековечения памяти наемников», когда президент Южной Кореи Мун Чжэ Ин почтил 50-ю годовщину южнокорейских военнослужащих, сражавшихся в Южном Вьетнаме, в День памяти Южной Кореи в 2017 году.
Проблема детей, зачатых в результате военных действий и изнасилований, известная как Лай Дайхан, остаётся, как и споры вокруг женщин для утешения. Гражданские группы во Вьетнаме провели кампанию за признание проблемы и извинения со стороны корейского правительства. Большинство из них подверглись остракизму и игнорированию со стороны вьетнамского общества после войны. Лай Дайхан и их семьи столкнулись с жестоким обращением после победы Северного Вьетнама за то, что якобы встали на сторону противоборствующих сил, включая отца одной жертвы изнасилования, который был избит до смерти коммунистическим режимом вскоре после окончания войны. Правительства Кореи и Вьетнама отодвинули этот вопрос на второй план или проигнорировали его, а просьбы BBC снять документальный фильм были отклонены правительством Вьетнама.